# Capella Rocks
Capella Rocks är en kulle i Antarktis. Den ligger i Västantarktis. Argentina, Chile och Storbritannien gör anspråk på området. Toppen på Capella Rocks är 1 067 meter över havet.
Terrängen runt Capella Rocks är lite kuperad. Trakten är obefolkad. Det finns inga samhällen i närheten.